# Isabelle Forrer
Isabelle Forrer (* 28. März 1982 in St. Gallen) ist eine Schweizer Volleyball- und Beachvolleyballspielerin.

## Karriere Halle
Forrer begann 1998 mit dem Volleyball in der Halle. Die Aussenangreiferin spielte zunächst für den TV Amriswil und KSV Wattwil. 2003 wechselte sie zum VBC Aadorf.

## Karriere Beach
Forrer hatte ihren ersten internationalen Auftritt 2001 mit Nadia Erni bei den Gstaad Open der FIVB World Tour. Im gleichen Jahr wurde sie mit Melanie Schonenberger Neunte der Junioren-Weltmeisterschaft in Le Lavandou. 2002 erreichten Forrer/Schonenberger beim gleichen Wettbewerb in Catania das Finale. Außerdem spielten sie die Gstaad Open. Bei der Schweizer Meisterschaft unterlagen sie erst im Endspiel gegen Simone Kuhn und Nicole Schnyder-Benoit. 2003 absolvierte das Duo neben dem Turnier in Gstaad die Open-Turniere in Rhodos und Stavanger sowie den Grand Slam in Berlin. In der Saison 2004 spielte Forrer mit Annik Skrivan. Auf der World Tour kamen Forrer/Skrivan nicht über 33. Plätze hinaus. Nur beim Satellite-Turnier der CEV in Lausanne kamen sie als Vierte in die Top Ten. Im September trat Forrer mit Lea Schwer bei den Mailand und Rio de Janeiro Open an und erreichte die Ränge 25 und 13. 2005 wurde Romana Kayser ihre neue Partnerin. Während Forrer/Kayser bei den FIVB Turnieren immer früh ausschieden, wurden sie bei den Satellite-Turnieren in Lausanne und Vaduz Siebte und Fünfte. Auch 2006 erreichten sie bei der World Tour keine vorderen Plätze. Mit Erni wurde sie Vierte des Vaduz Satellite.
2007 bildete Forrer ein neues Duo mit Sarah Schmocker. Auf der World Tour 2007 waren zwei 25. Plätze in Warschau und Kristiansand die besten Ergebnisse für Forrer/Schmocker. Bei den Challenger-Turnieren in Zypern und Peking wurden sie jeweils Vierte. National wurden sie nach einer Niederlage im Endspiel gegen Nadia Erni und Muriel Grässli Schweizer Vizemeisterinnen. 2008 gewannen sie das Satellite-Turnier in Laredo. Weitere vordere Plätze erreichten sie als Siebte in Zypern und Dritte in el-Alamein (Challenger) sowie Fünfte in Vaduz (Satellite). Ausserdem wurden sie erneut Schweizer Vizemeisterinnen, diesmal nach einem Finale gegen Martina Grossen und Romana Kayser. Zu Beginn der Saison 2009 wurde Forrer mit Kuhn Fünfte des Masters in Gran Canaria. Die nächsten Masters-Turniere in Baden und Berlin spielte sie wieder mit Schmocker. Dann nahmen sie an der Weltmeisterschaft in Stavanger teil. Als Gruppenzweite kamen sie in die erste Hauptrunde, in der sie den für Georgien startenden Brasilianerinnen Saka/Rtvelo unterlagen. Eine Woche später wurden sie Neunte des Grand Slams in Gstaad. Im August belegten sie noch dreimal den 17. Platz. Das gleiche Ergebnis erreichten sie im Mai 2010 beim Shanghai Open und dem Grand Slam in Rom. Nach drei weiteren Grand Slams musste Schmocker die Saison und schliesslich auch ihre Karriere wegen Schmerzen an der Hüfte beenden. Zu den Turnieren in Klagenfurt am Wörthersee, Stare Jabłonki und Kristiansand trat Forrer deshalb mit Joana Heidrich an. Mit ihr erreichte sie auch den dritten Rang bei der Schweizer Meisterschaft.
Ab 2011 spielte Forrer mit Anouk Vergé-Dépré. Beim Challenger-Turnier in Seoul wurden Forrer/Vergé-Dépré gleich Dritte und beim Masters in Niechorze belegten sie den 13. Platz. Die ersten gemeinsamen Grand Slams verliefen weniger erfolgreich. In Kristiansand erreichten sie als Gruppenzweite die Hauptrunde der Europameisterschaft und schieden gegen die Norwegerinnen Maaseide/Tørlen aus. Bei der Schweizer Meisterschaft 2011 trat sie mit Kayser an und wurde nach einem Finale gegen das Nationalduo Kuhn/Nadine Zumkehr erneut Vizemeisterin. 2012 gewannen sie das Masters-Turnier in Baden. Bei der EM in Scheveningen kamen sie als Gruppendritte in KO-Phase und mussten sich im Achtelfinale den Tschechinnen Háječková/Klapalová geschlagen geben, womit sie das Turnier auf dem neunten Platz beendeten. Ebenfalls Neunte wurden sie bei den Grand Slams in Berlin und Klagenfurt sowie beim Masters in Warna. In Bern setzten sie sich im Endspiel der Schweizer Meisterschaft gegen Heidrich/Kayser durch und gewannen erstmals den Titel. In die internationale Saison 2013 starteten Forrer/Vergé-Dépré mit einem neunten Platz beim Satellite-Turnier in Antalya. Beim Masters in Baden wurden sie Vierte. Danach belegten sie bei den Grand Slams in Den Haag und Rom jeweils den 17. Platz, bevor sie zur Weltmeisterschaft in Stare Jabłonki reisten. Als Gruppendritte gelangten sie in die Hauptrunde und verloren dort das erste Spiel gegen die späteren Viertplatzierten Ross/Pavlik aus den USA. Beim Grand Slam in Long Beach wurden sie Neunte. Dann spielten sie die EM in Klagenfurt, wo sie das Auftaktspiel gegen ihre Schweizer Kontrahentinnen Kayser/Eiholzer gewannen und als Gruppendritte in die KO-Phase gingen. Dort gelangen ihnen zwei weitere Siege, bevor sie im Viertelfinale den späteren Finalistinnen Liliana/Baquerizo unterlagen und das Turnier als Fünfte abschlossen. Das gleiche Ergebnis erzielten sie im Oktober beim Grand Slam in São Paulo. Auf der nationalen Tour 2013 erreichte Forrer die Endspiele in Zürich und mit Eiholzer in Olten. Bei der Schweizer Meisterschaft wurden die Titelverteidigerinnen Forrer/Vergé-Dépré im Finale von Tanja Goricanec und Tanja Hüberli entthront.
2014 gewannen sie ihre Vorrundengruppe bei der EM in Quartu Sant’Elena, verloren aber das Achtelfinale gegen die Deutschen Bieneck/Großner und wurden somit Neunte. Dieses Ergebnis gab es für Forrer/Vergé-Depré auch beim Grand Slam in Stavanger. Vier weitere Grand Slams beendeten sie auf dem 17. Platz. Beim CEV-Masters in Biel/Bienne kamen sie bis ins Finale. Wenige Tage später erreichten sie auch wieder das Endspiel der Schweizer Meisterschaft, das sie gegen Heidrich/Zumkehr verloren. Eine weitere Finalteilnahme gab es für die Schweizer Vizemeisterinnen beim Satellite-Turnier in Stuttgart. Zum Jahresabschluss wurden sie Neunte der Xiamen Open. Mit demselben Resultat eröffneten sie die World Tour 2015 bei den Luzern Open. Es folgten drei schwächere Turniere, bevor Forrer/Vergé-Dépré Fünfte des Grand Slam in Sankt Petersburg wurden. In der Vorrunde der WM in den Niederlanden gewannen sie gegen Heidrich/Zumkehr und setzten sich als Gruppenzweite vor ihren nationalen Konkurrentinnen durch. In der ersten Hauptrunde schieden sie dann gegen die Australierinnen Bawden/Clancy aus. Erfolgreicher waren sie bei der EM in Klagenfurt. Dort kamen sie als Vorrundenzweite bis ins Achtelfinale gegen die neuen Europameisterinnen Laura Ludwig und Kira Walkenhorst. Eine Woche nach der EM erreichten Forrer/Vergé-Dépré zum zweiten Mal in Folge das Endspiel des Masters-Turniers in Biel/Bienne. Ausserdem gab es zwei neunte Plätze bei den Grand Slams in Long Beach und Olsztyn. In Bern gewannen sie mit einem Sieg gegen Goricanec/Hüberli ihren zweiten gemeinsamen Titel bei der nationalen Meisterschaft. Auf der World Tour blieben sie als Zweite der Sotschi Open und Dritte in Xiamen ebenfalls erfolgreich.
Zu Beginn der Saison 2016 spielten sie drei Turniere in Brasilien und wurden Vierte des Grand Slam in Rio sowie jeweils Neunte der Maceió und Vitória Open. Danach gewannen sie das Endspiel der Xiamen Open gegen die Österreicherinnen Stefanie Schwaiger und Barbara Hansel und feierten damit ihren ersten Turniersieg auf der World Tour. Bei den Fuzhou Open wurden sie Vierte und in Antalya Neunte. In Biel/Bienne erreichten sie bei der Europameisterschaft als Gruppenzweite die erste KO-Runde, die sie gegen Eiholzer/Gerson gewannen. Im Achtelfinale unterlagen sie dem deutschen Duo Borger/Büthe im Tiebreak. Bei den folgenden Majors in Poreč und Klagenfurt belegten sie die Plätze neun und fünf. Als bestes Schweizer Team in der Olympiarangliste qualifizierten sie sich für die Olympischen Spiele in Rio de Janeiro. Dort unterlagen sie in der Vorrunde dem US-Duo Walsh/Ross erst im Tiebreak und kamen als Gruppendritte ins Achtelfinale, in dem sie sich den späteren Olympiasiegerinnen Ludwig/Walkenhorst geschlagen geben mussten. Beim FIVB Saisonfinale in Toronto gewannen Forrer/Vergé-Dépré das Spiel um Platz drei gegen das brasilianische Duo Larissa/Talita mit 2:0. Danach beendete Isabelle Forrer ihre internationale Karriere.

## Privates
2019 heiratete Forrer den Fechter Benjamin Steffen. Im November desselben Jahres wurden sie Eltern. Mittlerweile gehen Forrer und Steffen wieder getrennte Wege.